# Montgesoye
Montgesoye és un municipi francès situat al departament del Doubs i a la regió de Borgonya - Franc Comtat. L'any 2007 tenia 510 habitants.

## Fills il·lustres
- Jean Millet (1620-1684), sacerdot i músic.

### Població
El 2007 la població de fet de Montgesoye era de 510 persones. Hi havia 202 famílies de les quals 58 eren unipersonals (25 homes vivint sols i 33 dones vivint soles), 66 parelles sense fills, 49 parelles amb fills i 29 famílies monoparentals amb fills.
La població ha evolucionat segons el següent gràfic:
Habitants censats

### Habitatges
El 2007 hi havia 256 habitatges, 210 eren l'habitatge principal de la família, 29 eren segones residències i 16 estaven desocupats. 206 eren cases i 48 eren apartaments. Dels 210 habitatges principals, 148 estaven ocupats pels seus propietaris, 58 estaven llogats i ocupats pels llogaters i 4 estaven cedits a títol gratuït; 13 tenien dues cambres, 27 en tenien tres, 37 en tenien quatre i 133 en tenien cinc o més. 176 habitatges disposaven pel capbaix d'una plaça de pàrquing. A 89 habitatges hi havia un automòbil i a 99 n'hi havia dos o més.

### Piràmide de població
La piràmide de població per edats i sexe el 2009 era:
| Homes | Edats   | Dones |
| ----- | ------- | ----- |
| 0     | 95 o +  | 0     |
| 0     | 90 a 94 | 8     |
| 4     | 85 a 89 | 8     |
| 4     | 80 a 84 | 4     |
| 20    | 75 a 79 | 20    |
| 8     | 70 a 74 | 8     |
| 16    | 65 a 69 | 16    |
| 8     | 60 a 64 | 16    |
| 8     | 55 a 59 | 12    |
| 16    | 50 a 54 | 16    |
| 12    | 45 a 49 | 12    |
| 8     | 40 a 44 | 12    |
| 20    | 35 a 39 | 24    |
| 24    | 30 a 34 | 16    |
| 4     | 25 a 29 | 12    |
| 12    | 20 a 24 | 12    |
| 8     | 15 a 19 | 12    |
| 4     | 10 a 14 | 4     |
| 0     | 5 a 9   | 32    |
| 12    | 0 a 4   | 12    |

## Economia
El 2007 la població en edat de treballar era de 306 persones, 224 eren actives i 82 eren inactives. De les 224 persones actives 203 estaven ocupades (111 homes i 92 dones) i 20 estaven aturades (7 homes i 13 dones). De les 82 persones inactives 37 estaven jubilades, 22 estaven estudiant i 23 estaven classificades com a «altres inactius».

### Ingressos
El 2009 a Montgesoye hi havia 210 unitats fiscals que integraven 500 persones, la mediana anual d'ingressos fiscals per persona era de 16.661 €.

### Activitats econòmiques
Dels 23 establiments que hi havia el 2007, 1 era d'una empresa extractiva, 1 d'una empresa de fabricació de material elèctric, 3 d'empreses de fabricació d'altres productes industrials, 7 d'empreses de construcció, 3 d'empreses de comerç i reparació d'automòbils, 1 d'una empresa d'hostatgeria i restauració, 2 d'empreses financeres, 4 d'empreses de serveis i 1 d'una entitat de l'administració pública.
Dels 9 establiments de servei als particulars que hi havia el 2009, 2 eren tallers de reparació d'automòbils i de material agrícola, 2 paletes, 2 fusteries i 3 lampisteries.
L'any 2000 a Montgesoye hi havia 4 explotacions agrícoles.

## Poblacions més properes
El següent diagrama mostra les poblacions més properes.